# کارفین
کارفین (به انگلیسی: Carfin) یک روستا در بریتانیا است که در لانارکشر شمالی واقع شده‌است. کارفین ۱٫۵۴ کیلومتر مربع مساحت دارد.